# Penelope jacucaca
Penelope jacucaca е вид птица от семейство Cracidae. Видът е световно застрашен, със статут Уязвим.

## Разпространение
Видът е разпространен в Бразилия.